# Laurence Cossé
Laurence Cossé (Boulogne-Billancourt, 1950) è una scrittrice francese.

## Carriera
Nata a Boulogne-Billancourt nel 1950, vive a Parigi.
Autrice di romanzi, racconti e pièces teatrali, Laurence Cossé è stata giornalista e critico letterario (Le Quotidien de Paris), e il produttore-delegato di France Culture (Radio France). In quest'ambito, da segnalare particolarmente le interviste realizzate con Andrej Tarkovskij, Jorge Luis Borges e Suzanne Lilar. Ha pubblicato una dozzina di romanzi e racconti, per lo più per le Edizioni Gallimard e la pièce teatrale La Terre des Folles, trascritta anche nella forma di oratorio per coro e orchestra.

## Opera
Per quanto siano diversi tra loro per soggetti e generi (la storia di iniziazione, il romanticismo, la critica sociale o politica), i romanzi di Laurence Cossé hanno in comune il fatto di trattare tutti il tema del potere. Ciascuno esplora una modalità del potere: Camere Sud, immagine amorale e febbrile di un bambino, è soprattutto espressione di una relazione violenta contro il principio di realtà e l'ordine sociale; 06:35: Grande Felicità e Un fratello, al di là dei loro intrecci romantici, hanno come soggetto comune il gioco sociale e la trasgressione delle sue regole, i meccanismi di esclusione e i loro potenziali contrappesi.
Ironia verso le situazioni sociali e compassione per le persone sono anche il tono dominante del Coin du voile, romanzo di narrativa religiosa tradotto e pubblicato in Italia con il titolo La sesta prova. La moglie del primo ministro, ritratto di puro amore sotto le spoglie di una figura storica, la moglie del grande Choiseul, è anche un ritratto dell'uomo dall'eterna potenza: Una donna amava un uomo che amava il potere. Il 31 agosto torna sulla frenesia giornalistica successiva alla morte di Lady D per realizzare una fiction sulla brutalità del potere mediatico. Au bon roman (tradotto e pubblicato in Italia con il titolo La libreria del buon romanzo) ha per soggetto di fondo l'onnipotente complesso culturale - commerciale che nella società moderna ha trasformato la demagogia culturale in sistema.
L'oratorio La Terre des folles è un omaggio alle Folli della Plaza de Mayo Argentina, e più in generale alle nuove forme di azione politica intrapresa dal movimento delle donne in tutto il mondo. Questa esplorazione delle molteplici forme di potere da parte di Laurence Cossé è fondamentalmente una domanda ricorrente sul male. Il potere, dai vari lati lo si consideri, è Mammona, colui che non si può servire senza girare le spalle a Dio. La sua opera non è tuttavia meno essenzialmente letteraria, caratterizzata da una estrema preoccupazione per la forma e da un lavoro sul ritmo che conferisce alla sua prosa una musicalità peculiare.

## Premi letterari
- Prix de la Table Ronde française
- Prix du jury Jean Giono con Le coin du voile - Gallimard nel 1996 [1]
- Prix Roland de Jouvenel con Le coin du voile - Gallimard nel 1997[2]
- Prix Ciné Roman Carte Noire con Le 31 du mois d'août - Gallimard nel 2004
- Grand Prix de littérature de l'Académie française nel 2015[3]

## Pubblicazioni
- Romanzi
  - Les Chambres du Sud, Gallimard, 1981 (Prix Sainte-Beuve 1982)
  - Le Premier pas d'amante, Gallimard, 1983
  - 18h35 : Grand Bonheur, Le Seuil, 1991
  - Un Frère, Le Seuil, 1994
  - Le Coin du voile, Gallimard, 1996 (Prix des écrivains croyants 1996; Prix du Jury Jean Giono 1996; Prix Roland de Jouvenel 1997) ; tradotto in italiano (La sesta prova)
  - La Femme du premier ministre, Gallimard, 1998
  - Le Mobilier national, Gallimard, 2001
  - Le 31 du mois d'août, Gallimard, 2003[4] (Prix Ciné Roman Carte Noire 2004) ; pubblicato in Italia nel 2011 dalle Edizioni E/O, col titolo "L'incidente".
  - Au bon roman, Gallimard, 2009; tradotto in italiano col titolo La libreria del buon romanzo, edizioni E/O, Roma 2010.
  - Les amandes amères, Gallimard, 2011; pubblicato in Italia dalle Edizioni e/o nel 2012 con il titolo "Le mandorle amare".
  - La Grande arche Gallimard, 2016
- Racconti
  - Vous n'écrivez plus?, Gallimard, 2006 (Grand Prix de la nouvelle de l'Académie Française)
  - La Valse de Kourou, in La Pratique de l'enquête, Espace(s) 3, marzo 2007[5]
  - La Terre avait séché, Gallimard, in collaborazione con il Musée de la chasse et de la nature, in occasione dell'esposizione di Rémy Artiges Salon de l'agriculture, 2010
- Teatro
  - La Terre des Folles trascritta anche nella forma di oratorio per coro e orchestra Edizioni Mondadori
  - Monseigneur de Très-Haut, HB éditions, 1995 (con illustrazioni di Christine Lesueur)
- Testi diversi
  - Intervista con Jorge Luis Borges, in Borges, souvenirs d'avenir, sous la direction de Pierre Brunel (Gallimard, 2006) : réimpression d'un entretien publié dans Le Quotidien de Paris le 20 juin 1984
  - Intervista con Andrej Tarkovskij, in Andreï Tarkovski, Antoine de Baecque, Cahiers du cinéma, 2002